# Panzerkampfwagen E-100
El Panzerkampfwagen E-100 (Gerat 383) va ser un model de tanc superpesant alemany. El disseny va ser en un principi desenvolupat per la Waffenamt com a desenvolupament paral·lel al Porsche Maus el juny de 1943. Va ser el més pesant en la família de vehicles mirant d'estandarditzar la major part de components que fos possible. Després de 1944, el treball va continuar a un pas massa lent i es va cancel·lar en favor al Maus. El primer prototip mai es va completar i es va trobar en el terra de la fàbrica per l'Exèrcit aliat el 1945. El vehicle parcialment construït va ser retirat per l'Exèrcit Britànic per l'avaluació i llavors es va abandonar.
El prototip tenia un motor HL230P30 bastant pitjor que el HL234 fent-lo inviable la producció d'unitats per Maybach. El prototip tenia un canó de 15cm Kwk44 i la selecció final van posar-li un de 15cm Kwk44 i 17cm Kwk44 malgrat no construir-se mai.